# ミステリークレイフィッシュ
ミステリークレイフィッシュ（英：marbled crayfish）は、単為生殖をするザリガニ。アメリカ合衆国南部原産のスロウザリガニと近縁。日本では行政機関も含め一般に「ミステリークレイフィッシュ」と呼ばれている一方、日本国外の学術界・ペット業界では、「大理石模様のザリガニ」を意味する英語の「マーブルクレイフィッシュ（マーブルドクレイフィッシュ）」またはドイツ語の「マーモクレブス (Marmorkrebs)」の名称が使われている。
非公式な学名として Procambarus fallax forma virginalis が暫定的に与えられており、スロウザリガニ(Procambarus fallax)の変異体という位置付けである。ただし、原種のスロウザリガニとは生殖隔離されていることから独立種にする説もあり、その場合の学名は Procambarus virginalis となる。

## 概要
オスが存在せずメスだけで単為生殖するザリガニであり、スロウザリガニと近縁にあたる。3倍体、つまり3組の染色体をもつ生物であることが確認されている。十脚目で単為生殖が報告されたのはこのザリガニが世界初だった。
現在判明している限りでは、このザリガニは1995年にドイツで取引されたのが最初だった。フランクフルトで開催されたフェアで、アメリカ産の昆虫や無脊椎動物を専門とする業者が「テキサスクレイフィッシュ」という名前で分類不明のザリガニの群を出品していたという。このザリガニは愛好家の元で急速に増加し、ドイツのアクアリウム愛好家へ、後に業者やペットショップへと広められた。
ドイツの生物学者とアクアリウム愛好家がこのザリガニについて最初に記録した。ドイツで2001年に出版された『Aquaristik Aktuell』では単為生殖をする原産地不明の未知の十脚目として言及され、2003年にGerhard Scholtzらが『ネイチャー』に掲載した短報が最初の学術的報告となった。この短報ではこれまでに報告例のない単為生殖を行う十脚目であること、アメリカザリガニ科に属しスロウザリガニと近縁であることが示された。2017年の『ネイチャー エコロジー・アンド・エヴォリューション』では、世界中のミステリークレイフィッシュは共通の1個体を起源にもつ単一のクローンであると示唆された。また、対立遺伝子の解析結果から3組ある染色体のうち2組の染色体の遺伝子が一致したAA'Bの遺伝子型であることが示されており、2組の染色体をもつ2倍体AA'の配偶子から生まれた可能性が高いとされている。
判別にはマイクロサテライトDNA解析などの遺伝的手法、もしくはメス単体での抱卵確認が必要である。近縁であるスロウザリガニと区別できるような外見上の違いは2017年時点では確認されていない。

## 分類・学名
スロウザリガニと近縁のザリガニであり、金沢大学の西川潮によれば2017年3月時点ではスロウザリガニの単為生殖体（学名：Procambarus fallax f. virginalis）とみなすのが主流だが、スロウザリガニとの間に生殖隔離機構が確認されていることから独立した新種として認められる可能性もあるという。
2010年、Peer Martinらは暫定的な学名としてProcambarus fallax forma virginalisと命名したが、「forma」は1960年以降に出版された国際動物命名規約には掲載されておらず、2017年に『Journal of Crustacean Biology』に掲載された Keith A Crandall と Sammy De Grave が最新のザリガニの分類について述べた要約では「unavailable name」、つまり利用できない学名だとされた。一方、2015年にGünter Vogtらは本種を独立した新種とみなしてProcambarus virginalisという学名を提唱し、フランク・リコは2017年12月に『ズータクサ』に掲載された論文で、スロウザリガニと生殖できないこと、遺伝子学的に差異があることを根拠に、ミステリークレイフィッシュを新種Procambarus virginalisとして記載した。

### 系統樹
2003年の『ネイチャー』短報より作成。Hasegawa–Kishino–Yanoモデルを使用して2つの遺伝子Cox1とMT-RNR1を解析した結果から作成されている。
|  | アメリカザリガニ Procambarus clarkii                                                                       |
|  | |
|  | \| \| ミステリークレイフィッシュ \| \| \| \| \| \| スロウザリガニ（英語版） Procambarus fallax \| \| \| \| |
|  | |
|  | ミステリークレイフィッシュ                                                                                 |
|  | |
|  | スロウザリガニ Procambarus fallax                                                                          |
|  | |

|  | ミステリークレイフィッシュ        |
|  |                                   |
|  | スロウザリガニ Procambarus fallax |
|  |                                   |

|  | アメリカザリガニ Procambarus clarkii                                                                       |
|  | |
|  | \| \| ミステリークレイフィッシュ \| \| \| \| \| \| スロウザリガニ（英語版） Procambarus fallax \| \| \| \| |
|  | |
|  | ミステリークレイフィッシュ                                                                                 |
|  | |
|  | スロウザリガニ Procambarus fallax                                                                          |
|  | |

|  | ミステリークレイフィッシュ        |
|  |                                   |
|  | スロウザリガニ Procambarus fallax |
|  |                                   |

|  | ストーンクレイフィッシュ Austropotamobius torrentium     |
|  |                                                          |
|  | ホワイトクロウクレイフィッシュ Austropotamobius pallipes |
|  |                                                          |

|  | ヨーロッパザリガニ Astacus astacus           |
|  |                                              |
|  | ドナウクレイフィッシュ Astacus leptodactylus |
|  |                                              |

|  | ストーンクレイフィッシュ Austropotamobius torrentium     |
|  |                                                          |
|  | ホワイトクロウクレイフィッシュ Austropotamobius pallipes |
|  |                                                          |

|  | ヨーロッパザリガニ Astacus astacus           |
|  |                                              |
|  | ドナウクレイフィッシュ Astacus leptodactylus |
|  |                                              |

|  | アメリカザリガニ Procambarus clarkii                                                                       |
|  | |
|  | \| \| ミステリークレイフィッシュ \| \| \| \| \| \| スロウザリガニ（英語版） Procambarus fallax \| \| \| \| |
|  | |
|  | ミステリークレイフィッシュ                                                                                 |
|  | |
|  | スロウザリガニ Procambarus fallax                                                                          |
|  | |

|  | ミステリークレイフィッシュ        |
|  |                                   |
|  | スロウザリガニ Procambarus fallax |
|  |                                   |

|  | アメリカザリガニ Procambarus clarkii                                                                       |
|  | |
|  | \| \| ミステリークレイフィッシュ \| \| \| \| \| \| スロウザリガニ（英語版） Procambarus fallax \| \| \| \| |
|  | |
|  | ミステリークレイフィッシュ                                                                                 |
|  | |
|  | スロウザリガニ Procambarus fallax                                                                          |
|  | |

|  | ミステリークレイフィッシュ        |
|  |                                   |
|  | スロウザリガニ Procambarus fallax |
|  |                                   |

|  | ストーンクレイフィッシュ Austropotamobius torrentium     |
|  |                                                          |
|  | ホワイトクロウクレイフィッシュ Austropotamobius pallipes |
|  |                                                          |

|  | ヨーロッパザリガニ Astacus astacus           |
|  |                                              |
|  | ドナウクレイフィッシュ Astacus leptodactylus |
|  |                                              |

|  | ストーンクレイフィッシュ Austropotamobius torrentium     |
|  |                                                          |
|  | ホワイトクロウクレイフィッシュ Austropotamobius pallipes |
|  |                                                          |

|  | ヨーロッパザリガニ Astacus astacus           |
|  |                                              |
|  | ドナウクレイフィッシュ Astacus leptodactylus |
|  |                                              |

## 形態
頭胸甲に青白いマーブル模様が見られる。ただし、模様が茶褐色の個体も確認されている。

## 生態
出生後250日で性成熟して繁殖可能になり、単為生殖、つまりメスだけで産卵し増殖することができる。水温が15℃で繁殖を停止する。

## スロウザリガニとの比較
形態上の違いは2017年時点では確認されていない。性成熟するのは出生後250日でスロウザリガニと差はないが、性成熟時点での体重はスロウザリガニのメスの約2倍に及ぶという報告がある。また、抱卵数もスロウザリガニより多く、スロウザリガニの最大抱卵数が130個であるのに対しミステリークレイフィッシュの飼育固体では731個、野生固体では724個とスロウザリガニの約5.6倍に及ぶという報告がある。

## 飼育
ペット用のザリガニとしてはフロリダハマー（フロリダブルー、学名：Procambarus alleni）と並びヨーロッパ、北米、日本で人気があり、広く流通している。

## 外来種としてのリスク

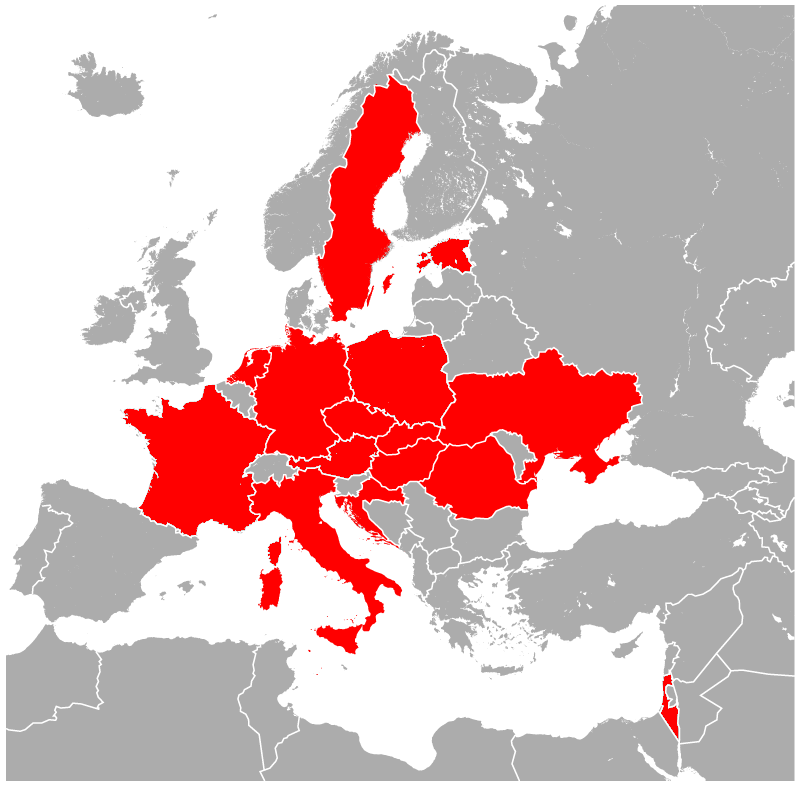
天然水域でのミステリークレイフィッシュの生息が報告されたことのあるヨーロッパの国を赤で示した。地図外でもアフリカではマダガスカル、アジアでは日本で報告がある。

ミステリークレイフィッシュはヨーロッパではイタリア、ウクライナ、オランダ、クロアチア、スウェーデン、スロバキア、チェコ、ドイツ、ハンガリー、ルーマニア、それ以外ではマダガスカルと日本の天然水域で生息が確認されたことがある。
ザリガニ類は一般に雑食であるため、大量増殖すると淡水生態系や水稲農業に影響を及ぼす可能性が指摘されている。ミステリークレイフィッシュは単為生殖する、つまりメスだけでクローンを作って増殖することができ、また繁殖力が強いことから1個体だけでも野外で増殖して在来生態系を脅かす可能性が指摘されている。実際、温暖な地域では非常に高密度に増殖した例が報告されており、例えば食用目的で導入されたマダガスカル島では水田、水路、養魚池などに非常に高密度で定着していることが確認されている。
また、ミステリークレイフィッシュを含む北米産ザリガニはいくつかの病気の保菌者となることが知られており、これらの病気を拡散させてしまう恐れがある。例えば、ザリガニペストの通称で知られるアファノマイセス菌（学名：Aphanomyces astaci）は世界の侵略的外来種ワースト100に指定されており、これに耐性を持たないヨーロッパ産ザリガニやニホンザリガニなどに感染して大量死を引き起こすことがある。また、白斑病は様々な十脚目に感染することが確認されており、在来甲殻類に深刻な被害を引き起こしたりエビやカニの養殖に重大な被害をもたらしたりする可能性が指摘されている。

### 規制
一例として、スウェーデンではミステリークレイフィッシュに限らず国外産のザリガニの輸入は法律で禁止されている。また、日本ではミステリークレイフィッシュを含むアメリカザリガニ科のほとんどが「未判定外来生物」に指定されており、輸入には環境庁への届出が必要である（#日本での規制参照）。

## 日本において
ミステリークレイフィッシュの名称は、当時、オスと未交接でも繁殖する状況を発見した愛好家が「ミステリーなザリガニがいます！」と言ったことに端を発しているといわれる。当時はメスだけで増えるザリガニは考えられない事であり「持ち腹（飼育開始時に既に受精卵を保有していたことを指す）ではないか」「交接を確認できなかっただけではないか」との声もあった。

### 流通
1996年頃にミステリークレイフィッシュと思われるザリガニが「アフリカザリガニ」の名称で流通していたという証言がある。また、2001年5月頃にザリガニ愛好家のジャパン・クレイフィッシュ・クラブで広く知られるようになったという証言もある。

### 生息
日本では亜熱帯から温帯にあたる地域が生息に適していると推定されているが、スウェーデンで定着が確認されており日本でも札幌市で採集されたことがあるので北海道のような冷水域でも定着する可能性がある。天然水域では2006年に札幌市、2016年に松山市で1匹の採集報告があり、松山市は日本全体で2例目、西日本では初の採集報告である。ペットとしての流通期間に比べて報告数が少ないことから、西川潮らはアメリカザリガニと見間違えて未報告になっている可能性を指摘している。
2024年10月29日那覇市の天久ちゅらまち公園の池で成熟サイズの個体が複数確保されており、国内初の定着の可能性があると報道された。
2025年5月31日に、2016年に捕獲された愛媛県松山市森松町重信川沿いの松原泉で、再度の目撃情報があり、後日雌3匹が捕獲された。

### 規制
2006年にザリガニ科のアスタクス属全種とウチダザリガニ、アメリカザリガニ科オルコネクテス属のラスティークレイフィッシュ、ミナミザリガニ科ケラクス属全種が外来生物法における「特定外来生物」に指定された。これにより、2018年1月時点でザリガニ科、アメリカザリガニ科、ミナミザリガニ科は前述の特定外来生物とニホンザリガニ、アメリカザリガニを除いて「未判定外来生物」とされている。したがって、アメリカザリガニ科であるミステリークレイフィッシュの輸入には環境庁へ届出を提出し審査を受けなければならない。
ペットショップでの販売には購入者に対する説明義務は課されておらず、北海道立総合研究機構網走水産試験場の佐々木潤は、飼育者の多くはミステリークレイフィッシュが生態系に与えうる影響を理解していないのではないかと懸念している。